# NASCAR

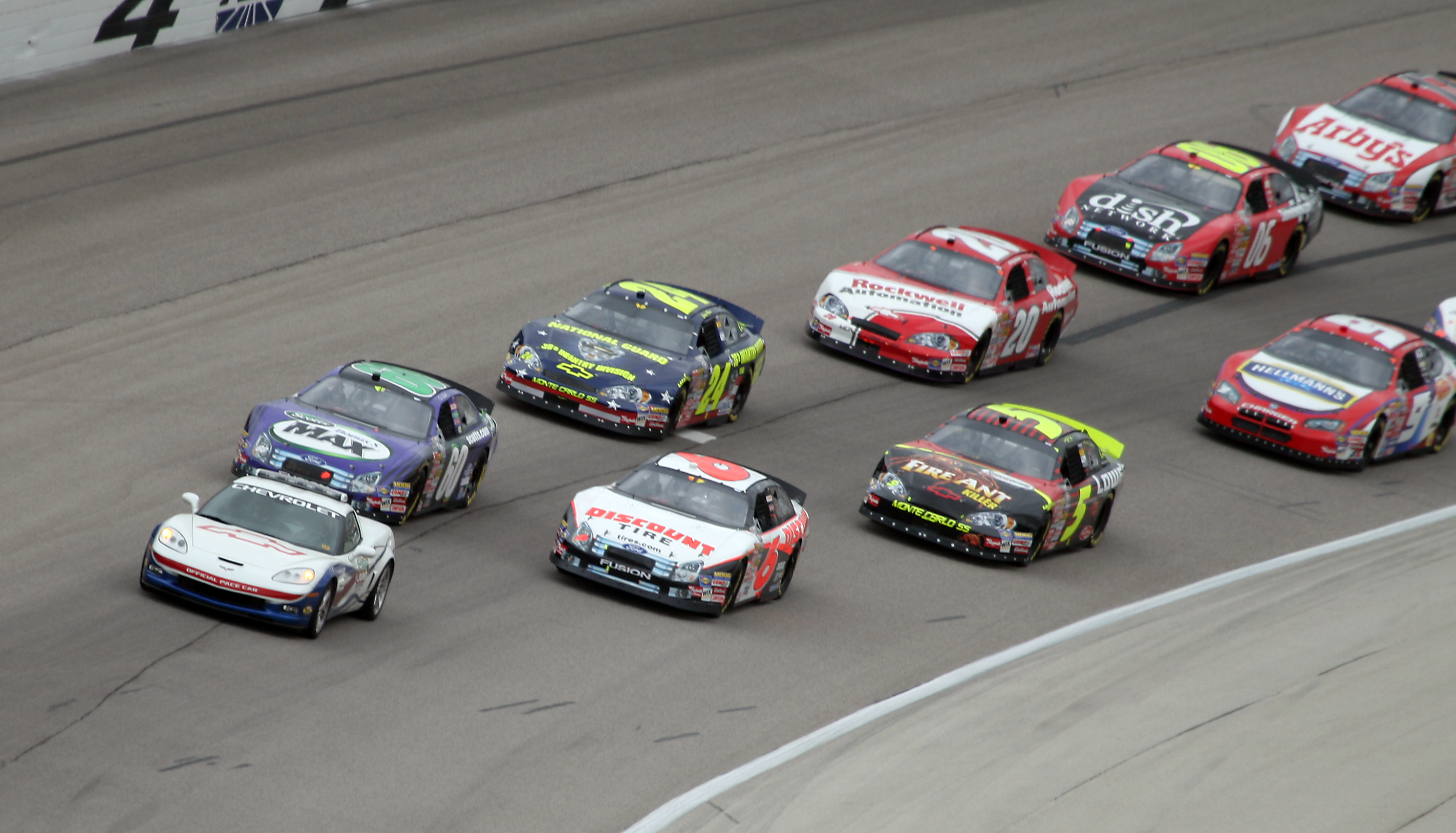
Corrida no Texas Motor Speedway.

A National Association for Stock Car Auto Racing — NASCAR (em português:  Associação Nacional para Corridas de Carros de Série) é uma associação automobilística estadunidense que sanciona e controla múltiplos eventos de esporte a motor, em especial competições de "stock cars" ("automóveis de fábrica").
As três principais séries organizadas pela NASCAR são a NASCAR Cup Series, a Xfinity Series e a Truck Series. A empresa também supervisiona a denominada NASCAR Local Racing, o Whelen Modified Tour, Whelen All-American Series e NASCAR iRacing.com Series.
A NASCAR tem sua sede oficial em Daytona Beach, e também mantém escritórios nas cidades de Charlotte, Concord e Conover. Os escritórios regionais estão localizados em Nova Iorque e Los Angeles, com escritórios internacionais na Cidade do México e Toronto. Devido às raízes do sul dos EUA que a NASCAR possui, praticamente todas as equipes que disputam suas principais divisões ainda estão baseadas na Carolina do Norte, especialmente perto da cidade de Charlotte.
A NASCAR é o segundo esporte profissional, apenas atrás da NFL em termos de telespectadores e fãs nos Estados Unidos. Internacionalmente, suas corridas são transmitidas pela televisão em mais de 150 países.
A particularidade destas competições é baseada, principalmente, em que são geralmente executadas em circuitos ovais e sempre em carros de série, ou seja, carro cujo silhueta é de um carro que saiu da fábrica. Atualmente, carros são fabricados por especialistas com base em perfis e especificações detalhadas pela NASCAR e motores são fornecidos pela Toyota, Ford e Chevrolet, garantindo um nível constante de concorrência para todos os participantes.
As marcas concorrentes hoje são: Ford com Ford Mustang na Monster Energy NASCAR Cup Series e Ford Mustang na Xfinity; Chevrolet com o Chevrolet Camaro na Monster Energy Cup Series e Xfinity Series com o Chevrolet Camaro; Toyota com o Toyota Camry na Monster Energy NASCAR Cup Series e o Toyota Supra na Xfinity. A Pontiac e Dodge também participavam na competição, no entanto declinaram depois de registrar resultados pouco favoráveis. No passado, os carros da Plymouth, Chrysler, Oldsmobile, Hudson, e Buick fizeram parte da categoria.

## História

### Primeiras corridas de stock cars
A partir da década de 1920 Daytona Beach foi um lugar de grandes corridas de stock cars nos Estados Unidos, essas corridas consistiam no uso de carros originais sem nenhum tipo de modificação para corridas, sendo altamente populares nas regiões do interior dos Estados Unidos, especialmente no estado da Carolina do Norte, as corridas também eram associadas a venda ilegal de bebidas alcoólicas durante a lei seca.
Carros de contrabandistas de bebidas alcoólicas ilegais tinham seus motores especialmente preparados para facilitar a fuga da polícia, o que deu origem às corridas como forma de diversão nos momentos em que seus motoristas não estavam utilizando esses veículos para o transporte de álcool.

### Fundação em 1948

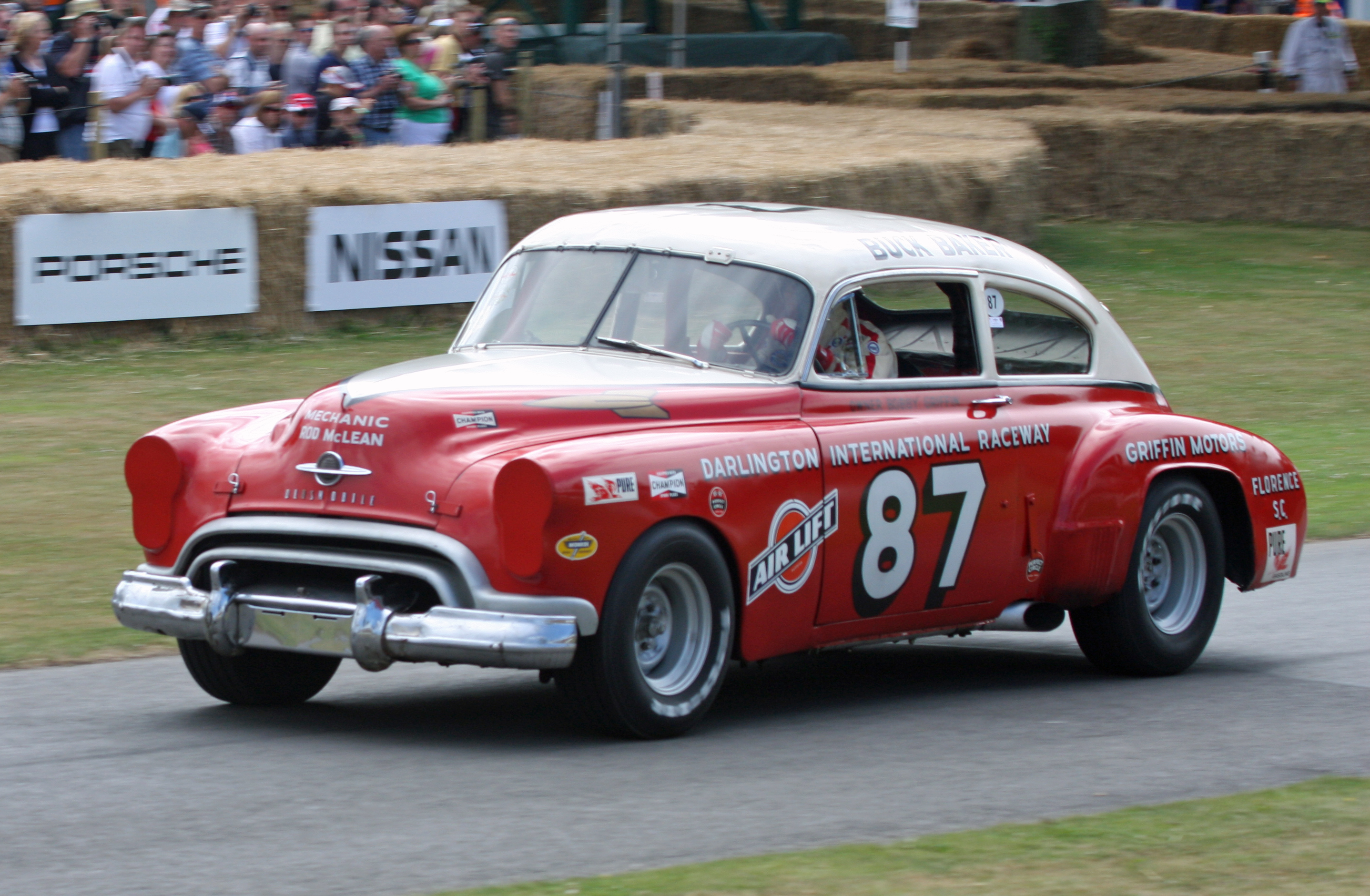
Carro de Buck Baker de 1949.

A NASCAR foi fundada em 21 de fevereiro de 1948 por William France e Ed Otto. Antes dessa data, William já organizava corridas que envolviam carros normais de passeio modificados em busca de maior potência e velocidade. A criação da associação foi necessária para padronizar as regras buscando um crescimento desse tipo de competição.
A primeira prova disputada pela NASCAR aconteceu no circuito de terra do Charlotte Speedway na Carolina do Norte em 19 de Junho de 1949. Nesse primeiro ano de competição a categoria teve 8 etapas e foi chamada de Strictly Stock correndo apenas com carros originais de fábrica sem modificações.

### Década de 1950
Em seu segundo ano de atividade, a categoria passou a se chamar Grand National e durante essa década de 1950, foram permitidos modificações nos carros que trouxessem performance e segurança.
Nesses primórdios da NASCAR, os circuitos possuíam uma extensão variando entre 800 e 1 600 metros, a exceção ficava para o circuito de Darlington construído em 1950 com 2 200 metros, sendo na época o mais rápidos dentre os utilizados. Quase todas as etapas eram realizadas no sudeste americano por causa dos altos custos de transporte dos carros por longas distância na época.

### Década de 1960

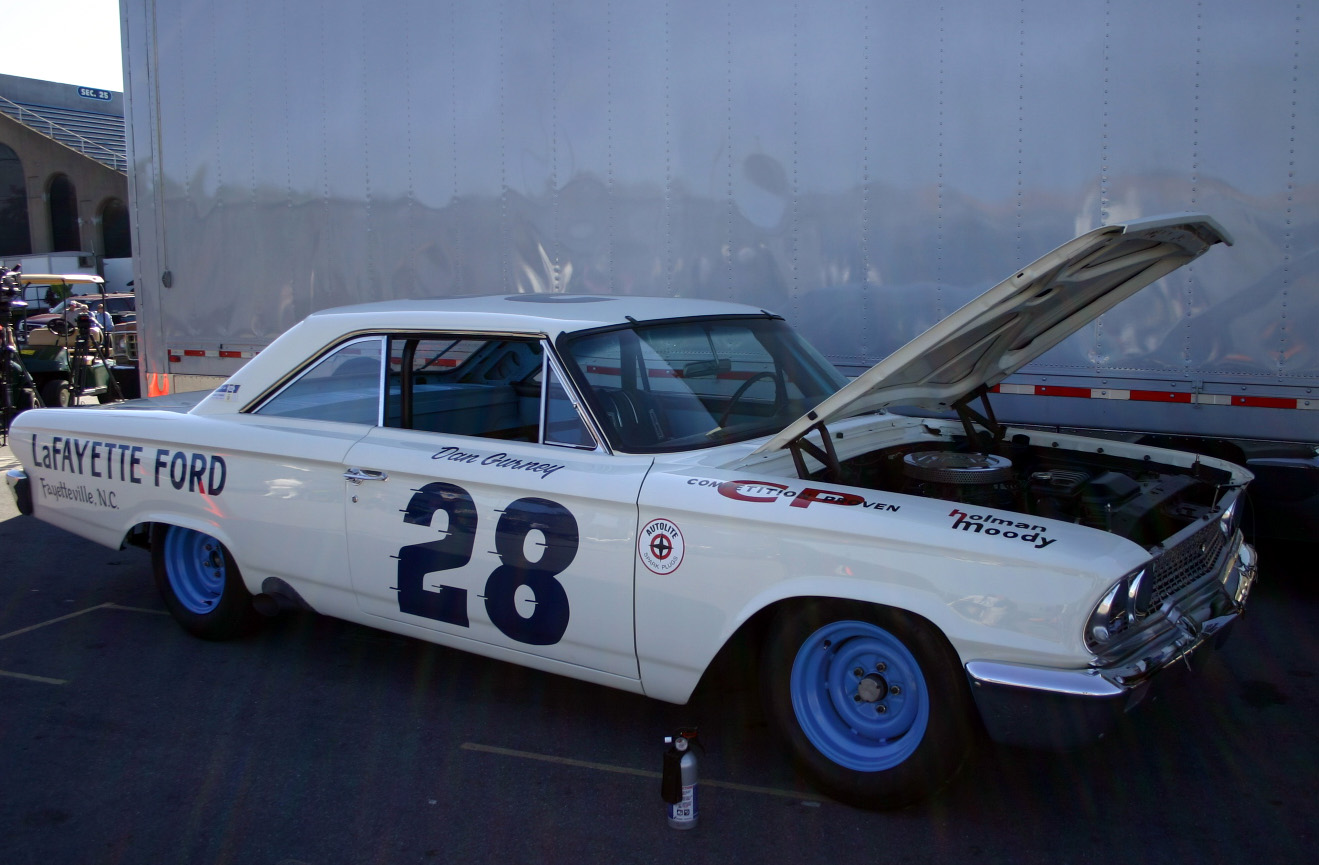
Modelo Ford Galaxy utilizado em 1963.

Na Daytona 500 de 1960, logo na primeira volta, houve uma colisão entre 37 dos 68 carros que estavam na prova, os carros rodam, depois baterem uns aos outros e alguns chegam até a capotar. Os capotamentos ocorrem após batidas em outros carros ou subidas de ré (isso ocorreu com um carro dos anos 1940 que bateu em outro carro da mesma época), até hoje é considerado um dos maiores acidentes da história do automobilismo, junto com a tragédia de Le Mans em 1955, após esse ano a NASCAR começou a fazer modificações na categoria para melhorar a sua segurança. Na metade dos anos 1960, os carros passaram a ser construídos especificamente para as corridas.

### Crescimento e Era Moderna
As atenções para o esporte começaram a crescer quando montadoras de veículos passaram a utilizar a categoria para promover a venda de seus carros, entre essas empresas estavam a Ford, a Chevrolet e a Chrysler que ajudavam nos custos das equipes participantes. Muitas equipes e pilotos passaram a viver inteiramente do automobilismo.

#### Década de 1970

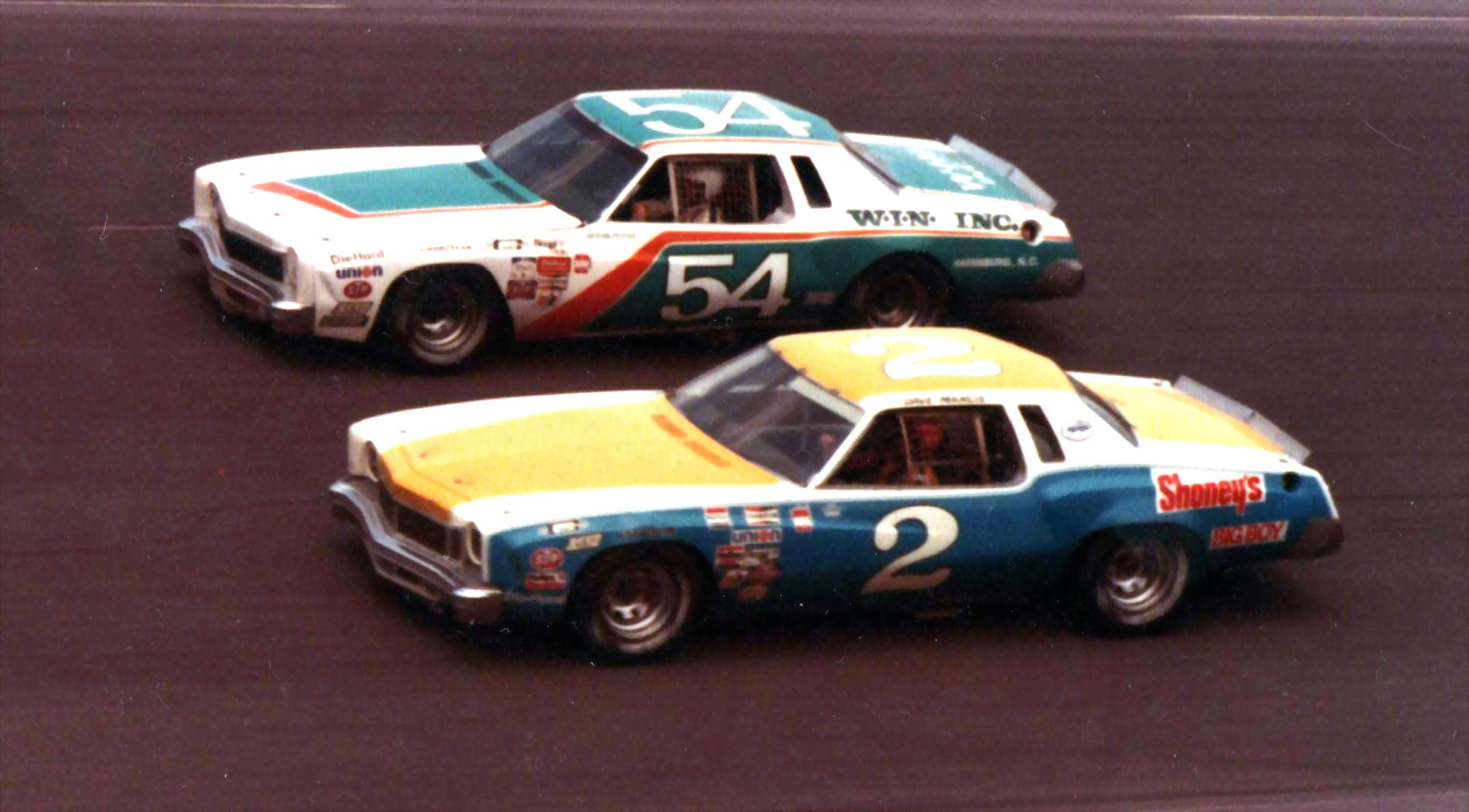
Carros de 1978.

A NASCAR realizou grandes mudanças em sua estrutura no início da década de 1970 com o patrocínio da empresa de tabaco RJR mudando o nome da sua principal divisão para Winston Cup, as mudanças tomaram forma no sistema de pontuação e maior premiação aos pilotos e equipes. Algumas provas passaram a ser parcialmente transmitidas por programas esportivos da rede ABC. Esses fatos deram início à era moderna da NASCAR.
A primeira transmissão de uma prova completa e ao vivo ocorreu em 1979 nas 500 milhas de Daytona. Realizada pela CBS, essa prova em seu final ocasionou uma briga entre pilotos que se envolveram em um acidente. Esses fatos criaram uma aura de drama e emoção em torno da NASCAR aumentando sua procura tanto por espectadores e anunciantes.

#### Década de 1980

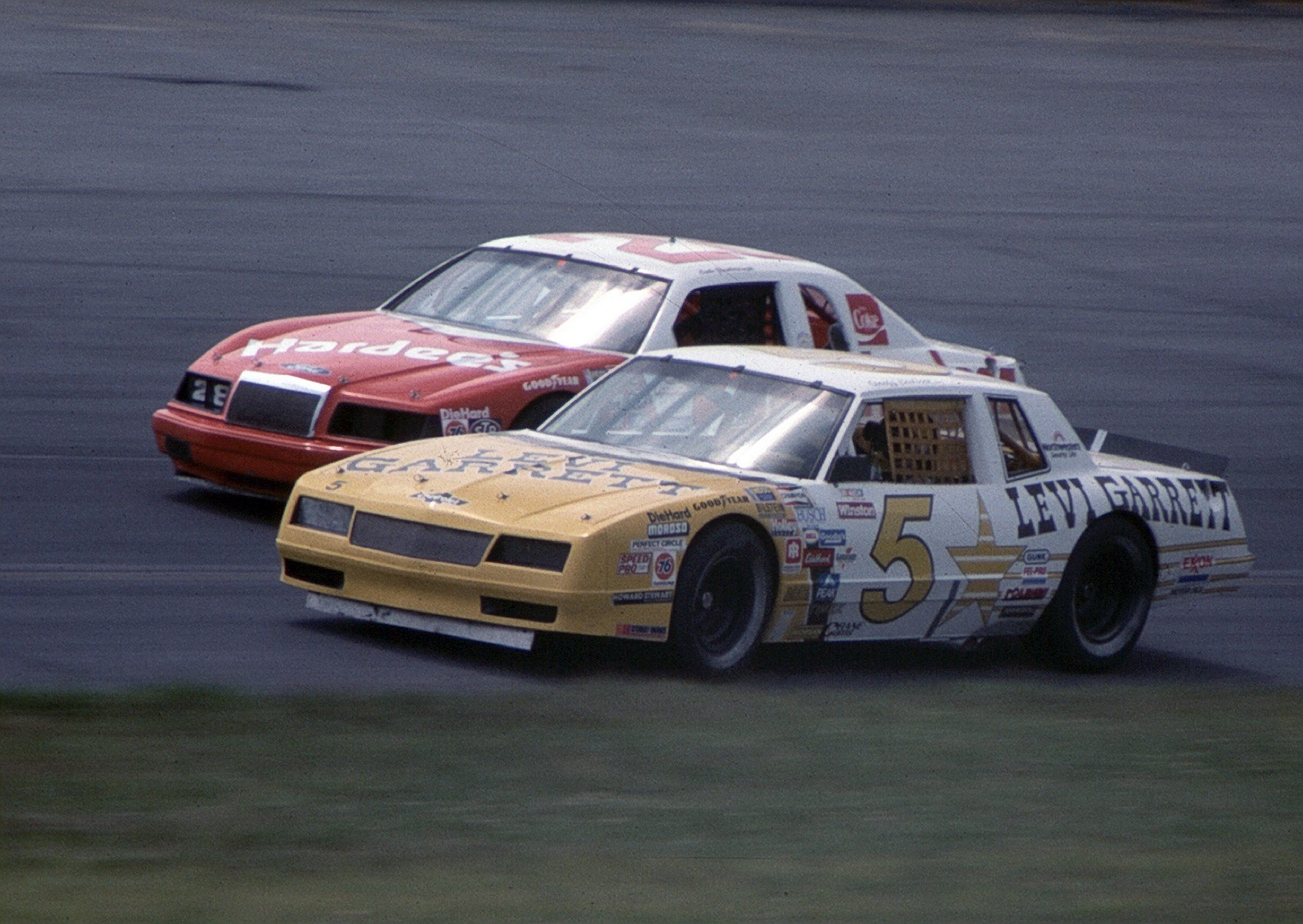
Carros de 1985.

Desde o início da NASCAR já havia uma competição paralela disputada em circuitos menores. Essa categoria modernizou tornando-se forte em 1982 com o nome de Busch Series que é considerada a segunda divisão da stock car americana. Em 1987, após o acidente de Bobby Allison no Talladega Superspeedway, os carros passaram a utilizar placa restritora limitando a potência e velocidade dos carros nos ovais de alta velocidade.

#### Década de 1990

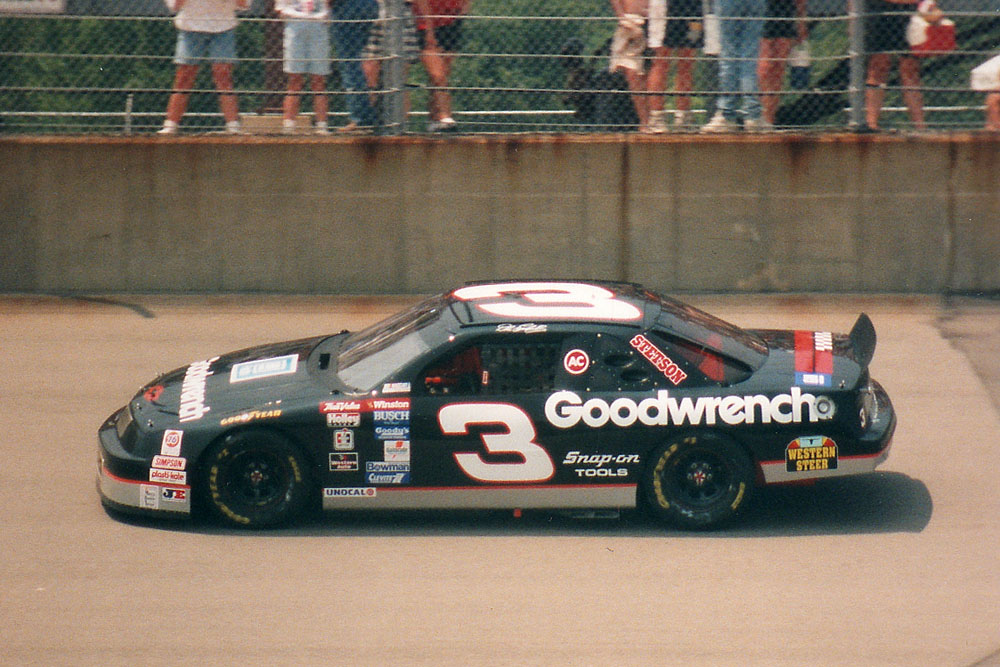
Carro de Dale Earnhardt em 1994.

Em 1995 criou se uma divisão especial com caminhões pick-ups e regras diferenciadas das outras duas divisões que foi chamada de Craftsman Truck Series. Além dessas 3 divisões nacionais, a NASCAR possuí diversas divisões regionais por todo os Estados Unidos.
Essa década também marcou a construção de vários novos ovais na categoria, geralmente entre uma e duas milhas de extensão. Algumas exibições da NASCAR já foram realizadas fora do território americano em Ontário e Toronto no Canadá e em Suzuka no Japão.

#### Década de 2000

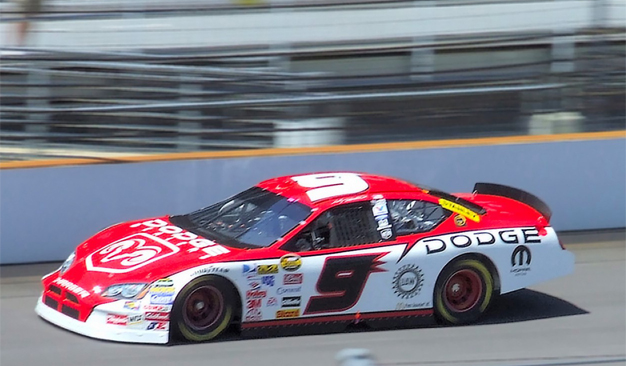
Carro de Kasey Kahne em 2005.

Essa década representou um grande aumento da popularidade da categoria na audiência televisiva nos Estados Unidos e de público nos autódromos, em 2001 a morte de Dale Earnhardt provocou uma série de mudanças na categoria visando maior segurança dos pilotos. No ano de 2004 foi o primeiro ano em que foi implantado o sistema de playoffs (chamado inicialmente de Chase for the Cup).
O México ganhou uma categoria da NASCAR onde também foram construídos novos circuitos no país, e teve a oportunidade de sediar a primeira prova oficial contando pontos e premiações no ano de 2005 no Autódromo Hermanos Rodriguez na Cidade do México, realizada pela Busch Series. Em 2009 a associação inaugurou também uma categoria regional da Europa, a NASCAR Euro Series.

#### Década de 2010

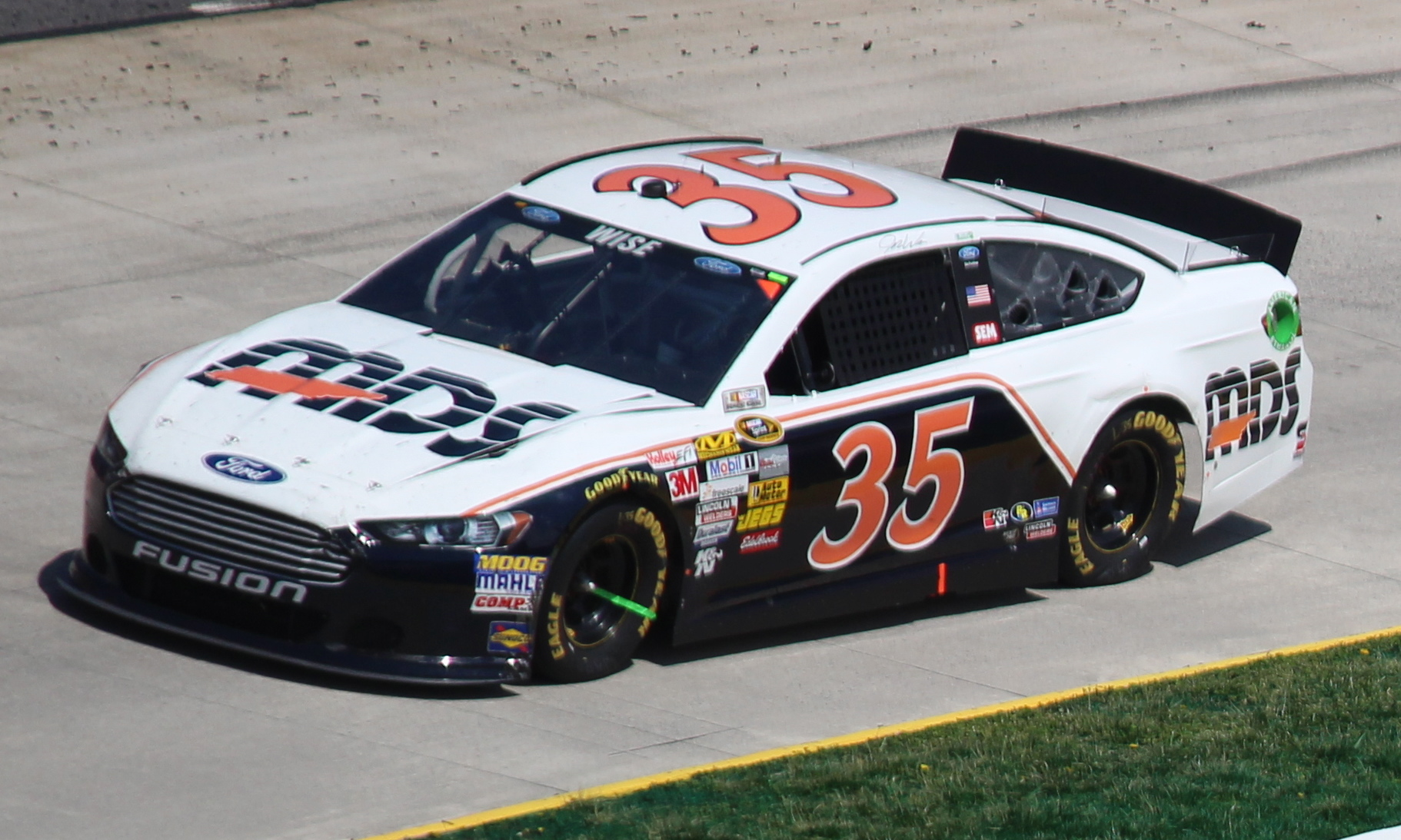
Carro de 2013.

Essa década evidenciou um declínio na popularidade da categoria em relação à década anterior, em 2013 foram introduzidos novos carros (o Generation 6) cujo desenho se assemelha mais aos carros de rua, em 2017 as corridas passaram a ser divididas em estágios, em 2018 o sistema de playoffs foi modificado em um formato que vai afunilando até chegar na última corrida onde quatro pilotos possuem condições iguais de lutarem pelo campeonato. No ano de 2019 as placas restritoras também serão aplicadas em circuitos menores, a partir de 1,5 milhas de extensão.

#### Década de 2020
Está previsto para 2021 um novo regulamento com inúmeras mudanças bruscas para carros que competem na Monster Energy NASCAR Cup Series. Entre outras alterações que ainda serão anunciadas, a introdução da nova geração de carros (Generation 7) verá os chassis sendo padronizados e produzidos pela Dallara, mesma fabricante dos chassis da Fórmula Indy. Rodas de 18 polegadas e novos pneus (estes produzidos pela Goodyear, fornecedor oficial de pneus para todas as séries da NASCAR) também serão introduzidos à competição, que desde sua concepção utiliza conjuntos de 15 polegadas. Segundo a NASCAR, esse novo regulamento visa o barateamento do custo de entrada e manutenção de equipes, equilibrando os times de maior orçamento financeiro com os de menores orçamentos. Além disso, é uma tentativa de atrair mais montadoras à competição.

## Categorias da NASCAR

### Cup Series
A Cup Series (atualmente Monster Energy NASCAR Cup Series por razões de patrocínio) é a principal categoria da NASCAR e, por conseguinte, a série mais popular e lucrativa da organização. Desde 2001 a temporada é disputada em 36 corridas ao longo de um período de 10 meses.
A imprensa e o público em geral costumam usar "Cup" para se referir à série Monster Energy NASCAR Cup, bem como o uso ambíguo de "NASCAR" como sinônimo da série é comum. 
A categoria utiliza carros com motor V8 de 750 HP e 550 HP com o uso do restritor no sistema de admissão. Em 2004 passou a adotar o sistema de playoffs para a decisão de seu  título.

### Xfinity Series
A Xfinity Series é a segunda categoria da NASCAR, utiliza carros com motor V8 de 800 HP. Sua primeira temporada foi em 1982, a partir de 2016 passou a adotar o sistema de playoffs para a decisão de seu título.

### Truck Series

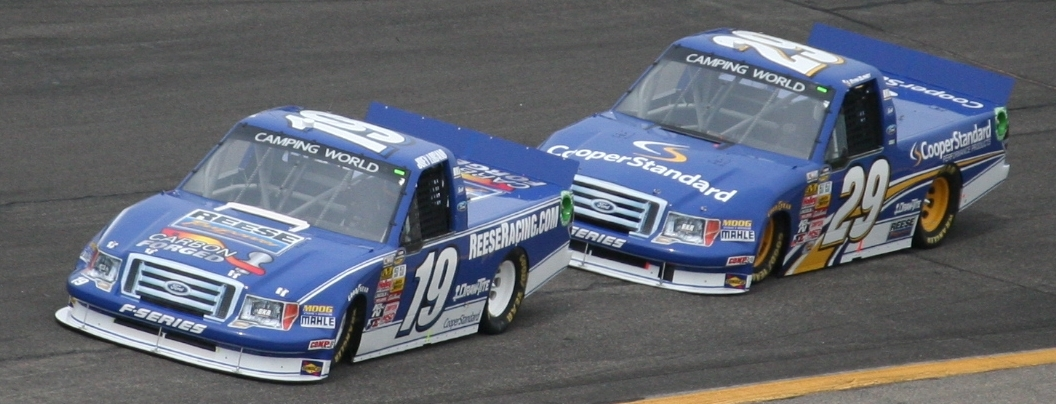
Pick-ups da Truck Series.

A Truck Series (atualmente NASCAR Camping World Truck Series) é a categoria de pickups da NASCAR, utiliza veículos com motor V8 de 700 HP. Sua primeira temporada foi em 1995.

### Home Tracks

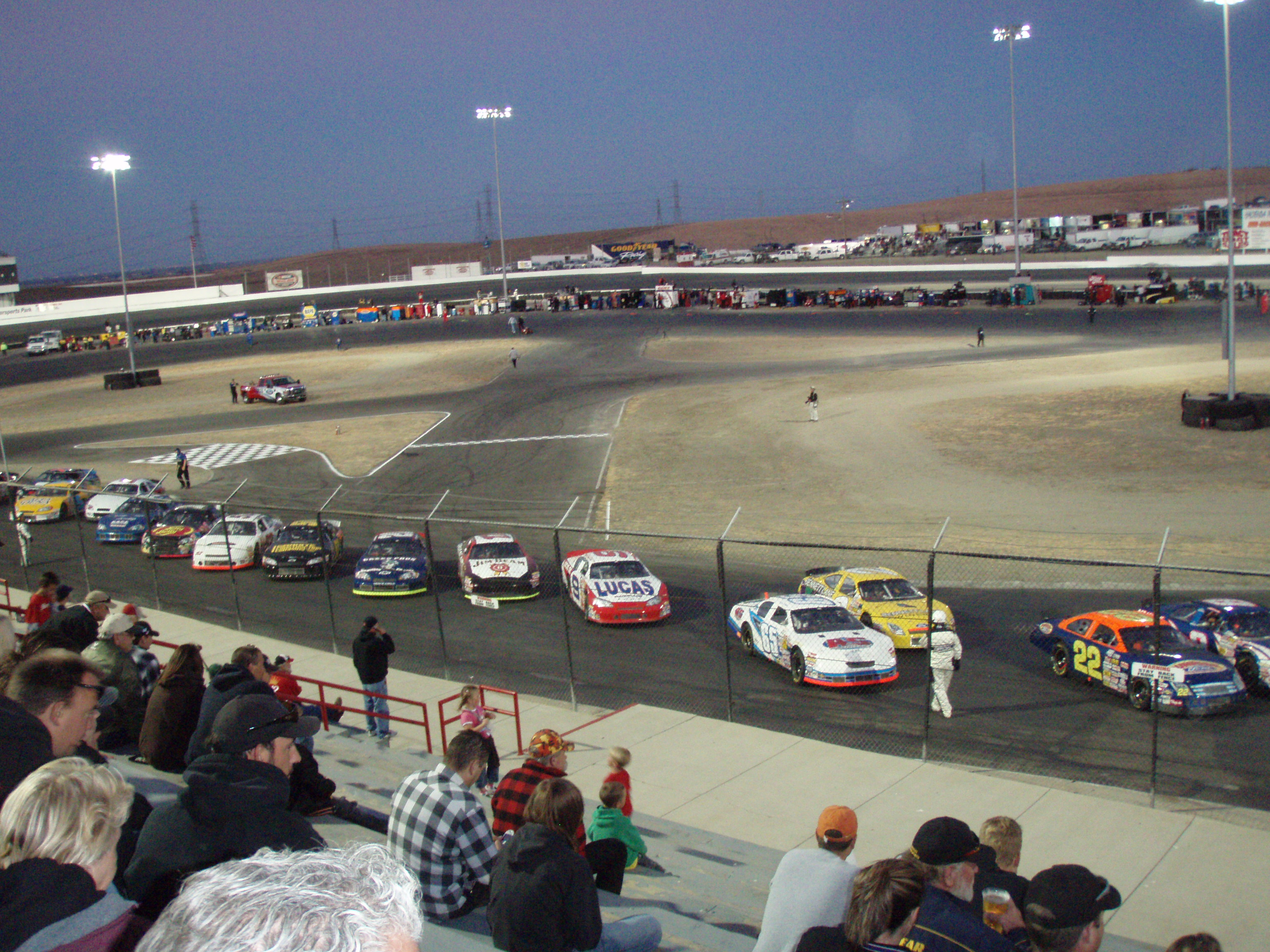
Corrida de uma divisão regional da NASCAR no Altamont Raceway Park.

As divisões menores da NASCAR são chamadas de Home Tracks, se dividem em três categorias: regionais, internacionais e locais.

#### Regionais
- ARCA Racing Series
- NASCAR Pro Series East
- NASCAR Pro Series West
- NASCAR Modified Tour
- NASCAR Southern Modified Tour

#### Internacionais
- NASCAR Brasil Sprint Race
- NASCAR Canadian Series
- NASCAR Euro Series
- NASCAR Mexico Series

#### Locais
- NASCAR All-American Series

## Formato da temporada

### Nascar Playoffs

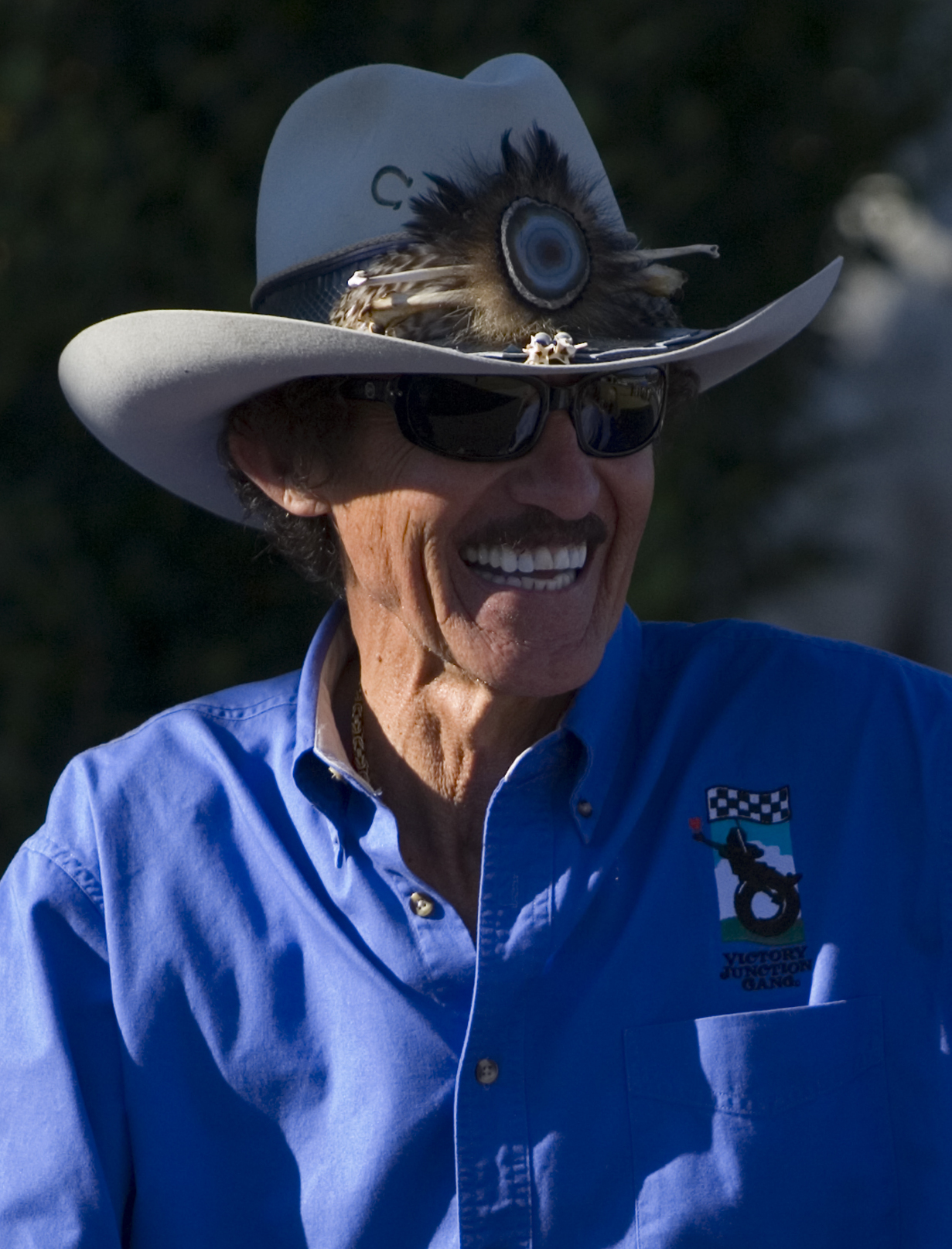
Richard Petty, detentor de 7 títulos e o maior vencedor de corridas (200).

Em 2004, a principal divisão da NASCAR, a Sprint Cup, trouxe um conceito das outras grandes ligas nacionais americanas, como a MLS, NBA, MLB, NHL e a NFL: os playoffs.
Na temporada regular, as primeiras 26 provas do campeonato continuam com o sistema tradicional de pontuação, ao final dessa fase os 16 primeiros colocados do campeonato seguem para o Chase nas 10 últimas provas para decidirem o campeão da temporada, nessas provas os 12 pilotos recebem uma pontuação muito maior que os outros garantindo que a disputa do título fique apenas entre eles.
Esse formato além de gerar uma audiência maior também garante que os pilotos do Chase possam renegociar contratos de patrocínio.
Mais informações em Sprint Cup

### All-Star Race

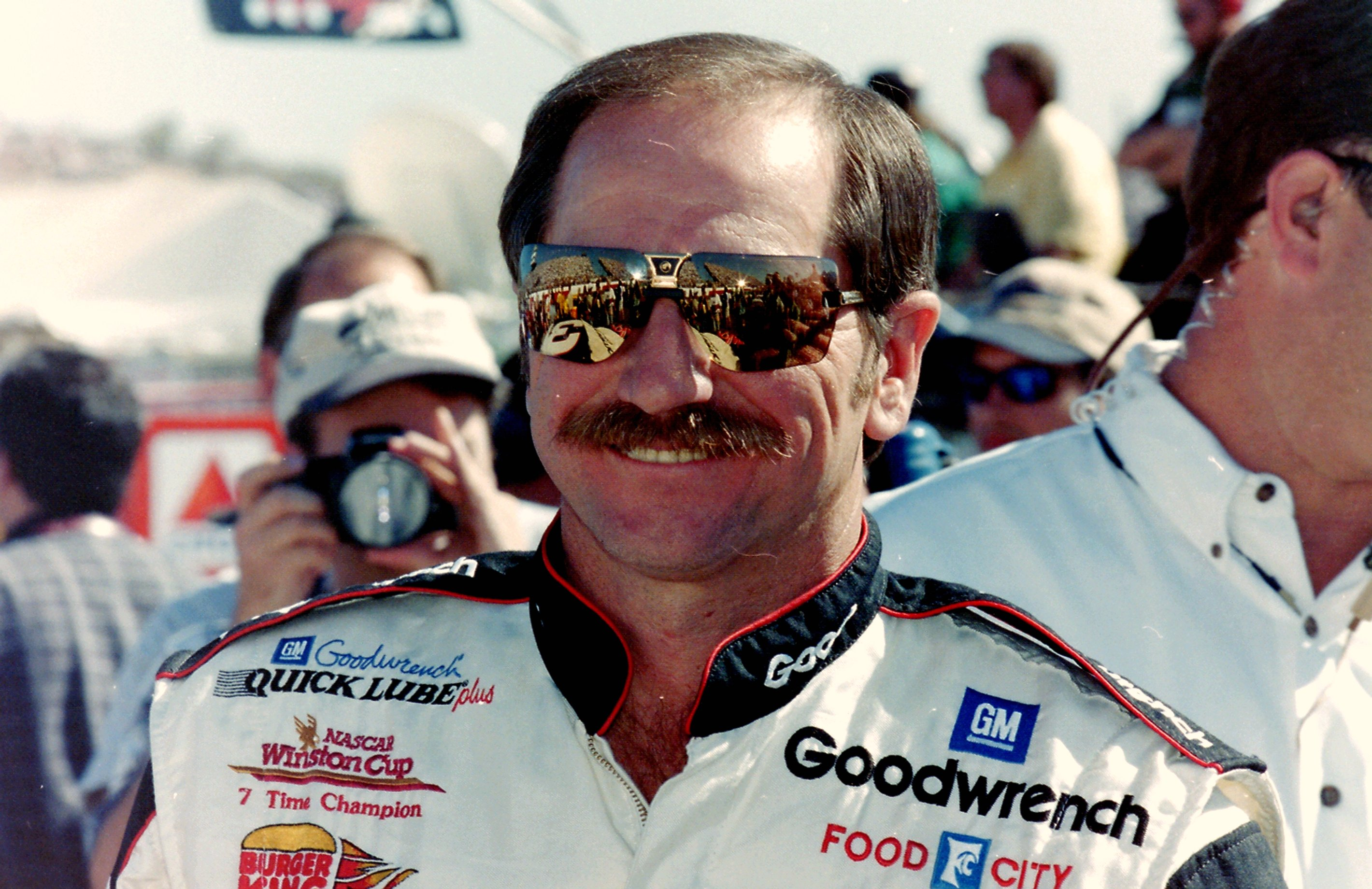
Dale Earnhardt, também detentor de 7 títulos, morreu em um acidente na Daytona 500 de 2001.

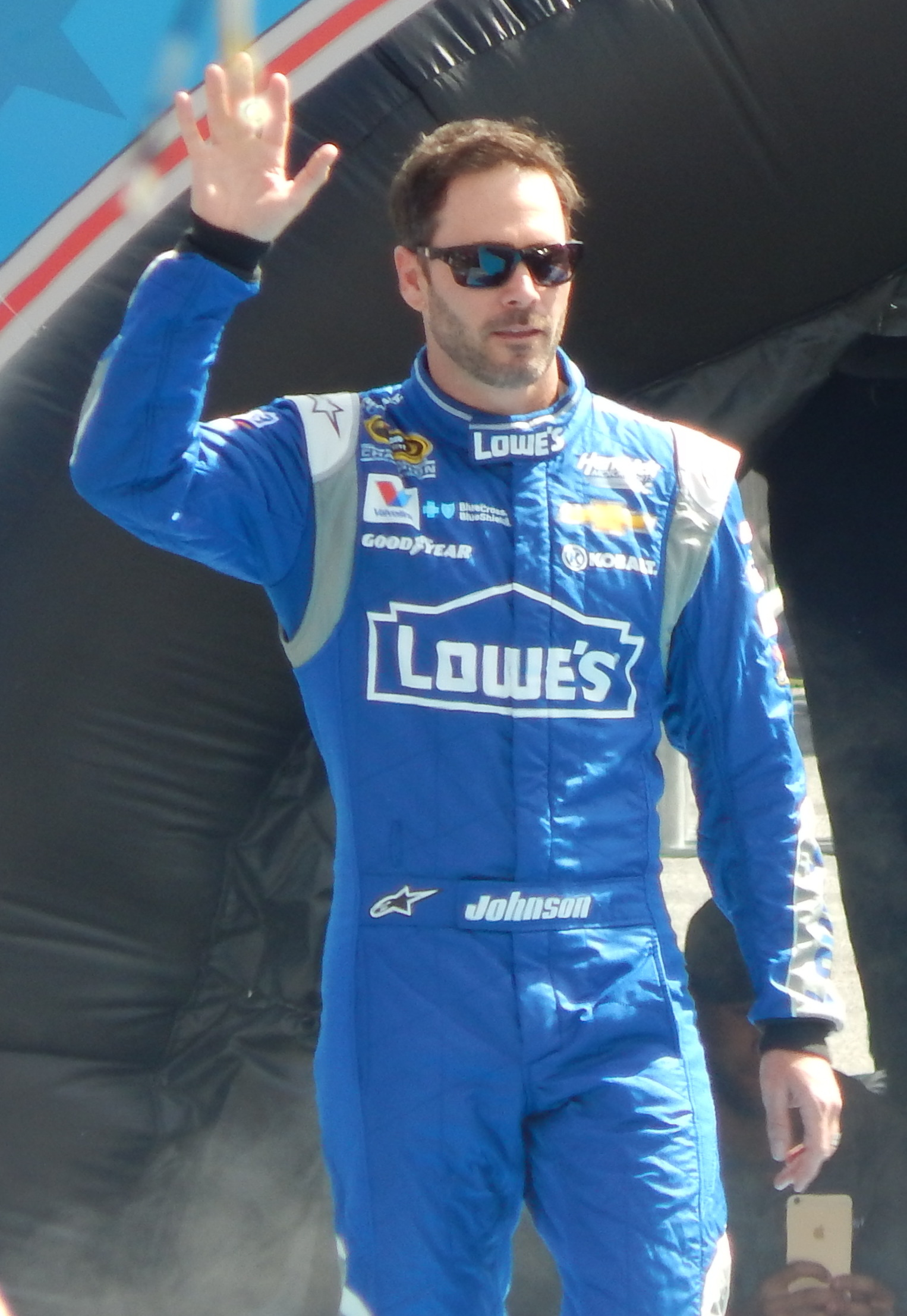
Jimmie Johnson, terceiro piloto detentor de 7 títulos.

O NASCAR Sprint All-Star Race é o equivalente ao jogo das estrelas da NBA. Essa prova realizada em Maio não conta pontos para nenhuma das divisões mas premia o vencedor com US$ 1 000 000. São aptos à disputa dessa prova apenas os vencedores da mesma num período de até 10 anos, campeões da principal divisão da NASCAR, vencedor de provas dos dois últimos anos da Sprint Cup, um escolhido pelo público e o vencedor do All-Star Open que é uma prova preliminar em que todos os pilotos que não possuem vaga garantida podem correr.
Esse evento ocorre no Lowe's Motor Speedway na semana que antecede as Coca-Cola 600 pela Sprint Cup que é a prova mais longa da NASCAR.

## Circuitos

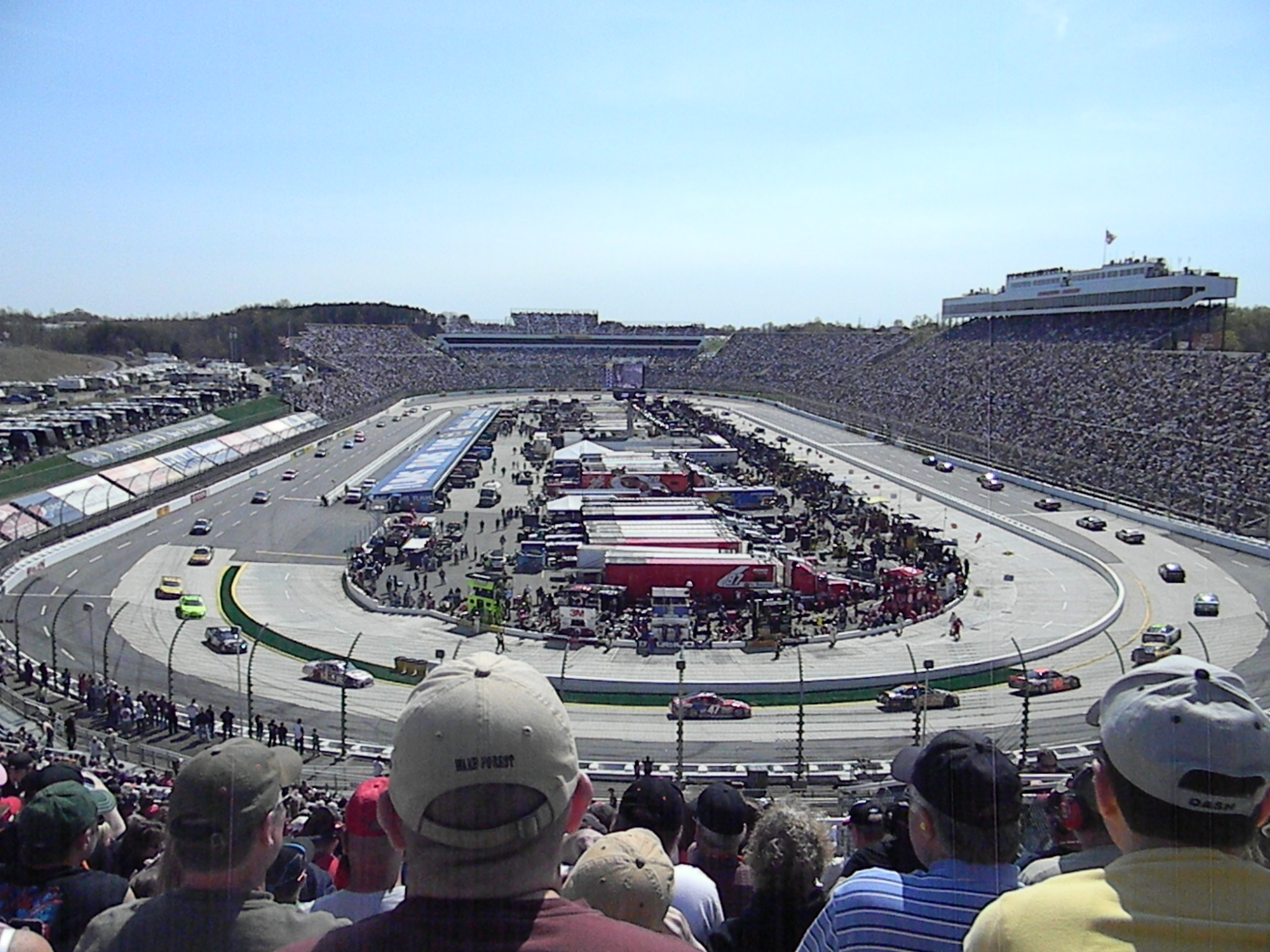
Corrida em Martinsville, o menor circuito da NASCAR, com pouco mais de meia milha de comprimento.

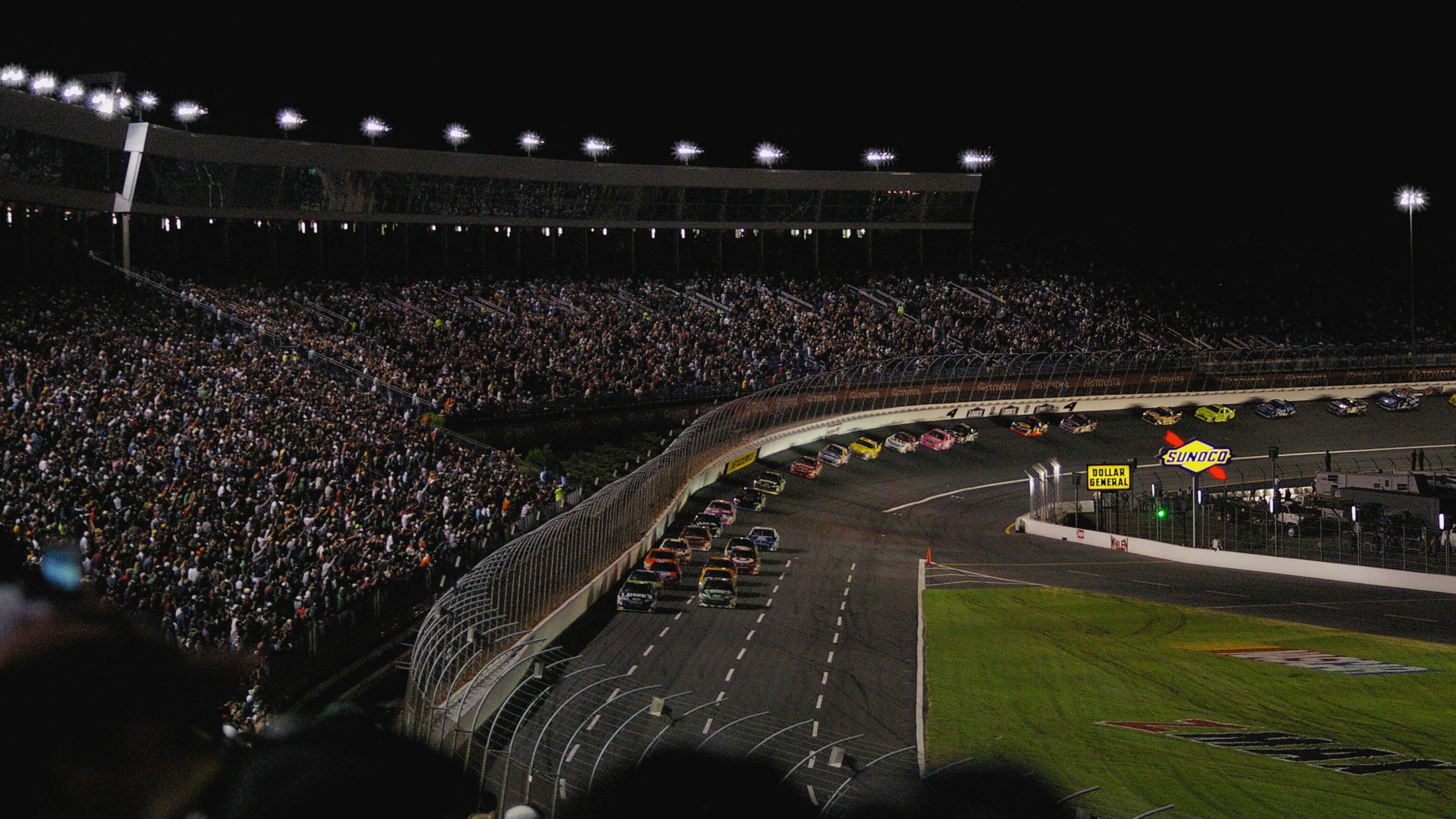
Corrida noturna no Charlotte Motor Speedway na Carolina do Norte, em 1998, um dos mais prestigiados circuitos da categoria.

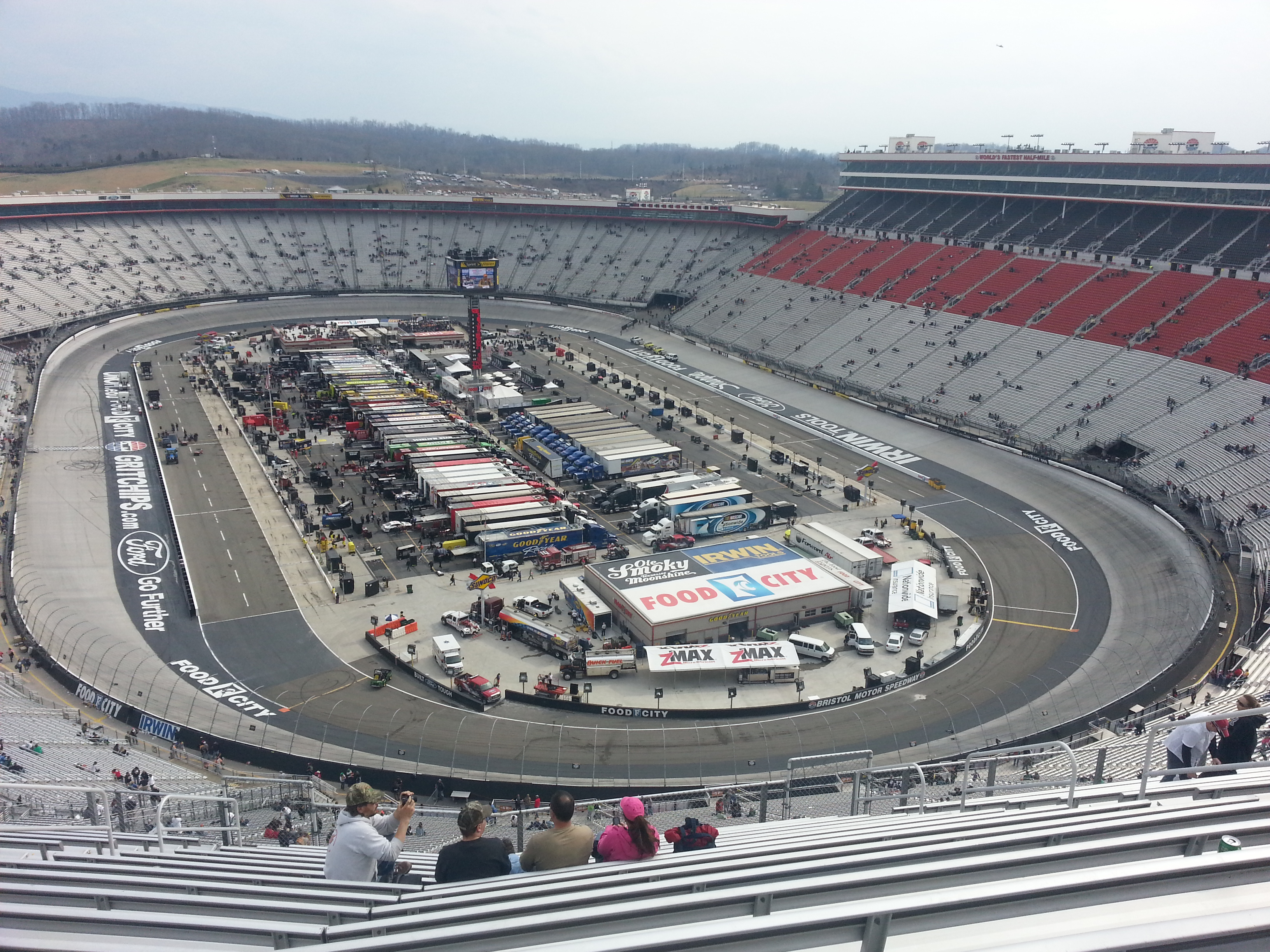
Bristol Motor Speedway, um dos menores e mais prestigiados da NASCAR.

A maioria absoluta das provas em todas as divisões são realizadas em circuitos ovais dos mais diversos formatos e tamanhos.
Eles variam de ovais curtos, como o de Martinsville com 0,526 milhas (0,841 km) e Bristol com 0,533 milhas (0,858 km), até os mais longos, como o Talladega com 2,660 milhas (4,250 km), o de Daytona com 2,5 milhas (4,0 km).
O formato dos ovais também variam, existem os ovais com 2 curvas simétricas como o de Dover e o de New Hampshire, com 2 curvas assimétricas como o de Darlington Raceway.
Também existem os ovais em formato de D como o de Richmond e o Auto Club.
Existem ainda os tri-ovais como o de Daytona e o de Pocono.
Também existem os quad-ovais com 4 curvas que podem ser simétricas como o de Indianapolis ou assimétricas como o do Texas.
As principais provas em circuitos mistos ocorrem em Sonoma (Califórnia) no Infineon Raceway e em Watkins Glen (New York) no circuito de Watkins Glen International.

## Lista de corridas
| Circuito                        | Monster Energy NASCAR Cup Series | Xfinity Series | Camping World Truck Series |
| ------------------------------- | -------------------------------- | -------------- | -------------------------- |
| Atlanta Motor Speedway          | 1                                | 1              | 1                          |
| Auto Club Speedway              | 1                                | 1              | -                          |
| Bristol Motor Speedway          | 2                                | 2              | 1                          |
| Charlotte Motor Speedway        | 2                                | 2              | 1                          |
| Chicagoland Speedway            | 1                                | 1              | 1                          |
| Darlington Raceway              | 1                                | 1              | -                          |
| Daytona International Speedway  | 2                                | 2              | 1                          |
| Dover International Speedway    | 2                                | 2              | 1                          |
| Eldora Speedway                 | -                                | -              | 1                          |
| Gateway International Raceway   | -                                | -              | 1                          |
| Homestead-Miami Speedway        | 1                                | 1              | 1                          |
| Indianapolis Motor Speedway     | 1                                | 1              | -                          |
| Iowa Speedway                   | -                                | 2              | 1                          |
| Kansas Speedway                 | 2                                | 1              | 1                          |
| Kentucky Speedway               | 1                                | 2              | 1                          |
| Las Vegas Motor Speedway        | 1                                | 1              | 1                          |
| Martinsville Speedway           | 2                                | -              | 2                          |
| Michigan International Speedway | 2                                | 1              | 1                          |
| Mid-Ohio Sports Car Course      | -                                | 1              | -                          |
| Mosport Park                    | -                                | -              | 1                          |
| New Hampshire Motor Speedway    | 2                                | 1              | 1                          |
| Phoenix International Raceway   | 2                                | 2              | 1                          |
| Pocono Raceway                  | 2                                | 1              | 1                          |
| Richmond International Raceway  | 2                                | 2              | -                          |
| Road America                    | -                                | 1              | -                          |
| Rockingham Speedway             | -                                | -              | -                          |
| Sonoma Raceway                  | 1                                | -              | -                          |
| Talladega Superspeedway         | 2                                | 1              | 1                          |
| Texas Motor Speedway            | 2                                | 2              | 2                          |
| Watkins Glen International      | 1                                | 1              | -                          |

## Bandeiras

### Bandeira Amarela
Utilizada para indicar que a pista está em situação insegura para os pilotos. Assim eles são obrigados a diminuir a velocidade e proibidos de ultrapassar um adversário. É muito comum ver bandeiras amarelas em corridas da NASCAR.
Durante o período da amarela, os corredores devem seguir um carro da organização de prova chamado de Pace Car, o equivalente ao Safety Car da Fórmula 1 e da Stock Car Brasil .
Anteriormente havia o que era chamado de Race to the Yellow, quando a amarela era acionada, os pilotos continuavam correndo normalmente até cruzarem a linha de chegada porque o posicionamento dos carros durante essas voltas dependeriam dessa passagem. Na Sprint Cup foi implementado um sistema chamado de Lucky Dog ou Free Pass. Esse sistema obriga os pilotos a diminuírem imediatamente suas velocidades durante a amarela e o primeiro dos pilotos que estão com pelo menos uma volta de desvantagem em relação ao líder da prova ganha o direito de ultrapassar o Pace Car e recuperar um de suas voltas em deficit.

### Verde, Branca e Quadriculada (Prorrogação)
Essa regra foi criada para evitar que uma prova termine sob bandeira amarela. Ela entra em vigor quando fica claro que a bandeira amarela se estenderá  pelas duas últimas voltas da corrida. Com isso a prova é alongada o quanto for necessário de forma que quando a pista estiver liberada para a corrida os pilotos recebem a indicação da bandeira verde em uma volta indicando que a corrida está autorizada, a bandeira branca na volta seguinte indicando a última volta e a bandeira quadriculada na volta seguinte indicando o fim da prova.
Essa regra busca a disputa das duas última voltas em bandeira verde, e pode ser utilizada por até três vezes em cada corrida (caso haja alguma situação que seja necessária a bandeira amarela antes da aparição da bandeira branca, que sinaliza a última volta, os carros se realinham e ocorre nova largada), mas se a bandeira branca for agitada e ocorrer algum acidente a prova terminará imediatamente.

## Segurança

### HANS
HANS, sigla em inglês para Head And Neck Support (Suporte para cabeça e pescoço) é um dispositivo obrigatório a todos os pilotos. Foi adotado após as mortes de Adam Petty, Kenny Irwin e Dale Earnhardt, esse suporte restringe o movimento da cabeça e pescoço do piloto evitando fraturas em caso de acidentes. Isso somado ao cinto de segurança de cinco pontas mais forte e resistente que os de carros de passeio, atuam na segurança pessoal do piloto dentro do carro.

### Soft-Wall
O Soft-Wall, Muro Macio na tradução literal, é um componente utilizado desde o ano 2000 em todas as pistas da NASCAR. Isso consiste em uma segunda camada dos muros que compõem o traçado externo dos circuitos ovais que é feita de alumínio e espuma de poliestireno. Eles são materiais que absorvem grande parte da energia do impacto dos carros.

### Placa Restritora
A placa restritora é um componente utilizado nos super speedways como Talladega e Daytona para diminuir as velocidades dos carros. É utilizada desde 1988 após Bobby Allison bater seu carro em Talladega a 340 km/h.

### Defletores
Os Defletores são dispositivos semelhantes aos ground spoiler de aviões instalados ao teto e capô do carro de forma a levantarem quando o carro se coloca em uma posição incorreta em relação ao vento. Eles servem para frear o carro em casos de rodadas.

## Mídia

### Televisão

Logotipo usado de 1976 a 2016.

Os direitos de transmissão da NASCAR em 2005 foram repartidos entre a FOX/FX que realiza a transmissão da primeira metade da temporada enquanto a NBC/TNT faz a da segunda metade. A principal prova da NASCAR, Daytona 500, é feita pela FOX/FX em anos ímpares enquanto a NBC/TNT em anos pares. As 400 milhas noturnas de Daytona realizadas em julho mantém esse mesmo esquema, mas invertido os anos. O contrato feito com as tvs foram assinados por 8 anos para o grupo FOX/FX e por 6 anos para o grupo NBC/TNT, foram pagos a quantia de $2,4 bilhões. Essas transmissões são revendidas para várias partes do mundo.
Em Dezembro de 2005, um novo contrato foi feito para as transmissões a partir de 2007 envolvendo a FOX e SPEED Channel, ABC, TNT e ESPN e ESPN2. Com duração de 8 anos e a um preço de 4,48 bilhões de dólares, essas emissoras dividiram a transmissão das 3 categorias.
A transmissão da NASCAR também venceu 4 vezes consecutivas (2001/2 de março de 2004) o prêmio Emmy de melhor transmissão esportiva.
No Brasil, as transmissões da NASCAR começaram em 1989, com a exibição de compactos pela TV Cultura de São Paulo e em rede nacional em 1994, com os compactos exibidos pelo programa A Grande Jogada, da Rede Manchete. A partir de 2003, o SporTV passou a exibir a categoria, primeiramente com os compactos das provas e a partir de 2004, com a exibição de todas as provas ao vivo, principalmente das dez provas dos play-offs, que alcançaram êxito. Apesar da boa aceitação pelos telespectadores do canal, a categoria deixou de ser transmitida pelo canal em 2006, por questões financeiras. Atualmente, a categoria é transmitida com exclusividade pelo FOX Sports 2 que, não só transmite a maioria das provas da Monster Energy NASCAR Cup Series, mas também as provas da Xfinity Series e da Camping World Truck Series. Algumas provas poderão ser vistas pelo canal FX, como as 500 Milhas de Daytona. Em 2007 o canal BandSports transmitiu as 10 provas finais, que compõem os playoffs, alternando transmissões ao vivo e em VT , ela transmitiu a NASCAR até 2010. Em 2016 e 2017 o canal Record News passa a transmitir todas as provas com exclusividade em VT pela TV Aberta. A última corrida da temporada de 2018 (a Ford EcoBoost 400) foi transmitida pela RedeTV! em VT (no mesmo formato transmitido anteriormente pela Record News).
Em Portugal: desde do início de Junho de 2008, os amantes dos desportos motorizados passaram a acompanhar a NASCAR através da SportTV. Entre 2021 e 2022 a transmissão foi da Eleven Sports.

### Internet
O site oficial da categoria (NASCAR.com) apresenta notícias, informações e recursos interativos, bem como transmite em tempo real informações das etapas de suas três grandes divisões.

### Cinema
A NASCAR já foi representada no cinema como pano de fundo para uma história no filme Dias de Trovão lançado em 1990, em filmes-documentários como NASCAR 3D - The IMAX Experience lançado em 2004, e em comédias, como Talledega Nights. O filme Dias de Trovão tem como elenco Tom Cruise, Nicole Kidman e Robert Duvall e o filme Herbie Meu Fusca Turbinado com Lindsay Lohan, que no elenco, aparecem pilotos reais da NASCAR como Jeff Gordon, Jimmie Johnson, Tony Stewart entre outros. A animação Carros da Disney tem o seu personagem principal Relâmpago McQueen inspirado nos carros da NASCAR, além do personagem Doc Hudson, inspirado nos Hudson Hornet que disputavam a competição na década de 1950. Um dos personagens secundários é inspirado em Richard Petty (O Rei).

### Jogos eletrônicos
O primeiro jogo baseado na NASCAR foi Richard Petty's Talladega, desenvolvido pela Cosmi e publicado pela EA para Commodore 64 e Atari XL em 1985.
A extinta Papyrus lançou um jogo baseado nas provas da NASCAR em 1994 intitulado de NASCAR Racing. O jogo manteve-se sempre atualizado com novas versões até o início da década seguinte trazendo cada vez mais realismo na parte da física e de sensações de dirigibilidade.
A partir de 2004 os direitos exclusivos para a produção de jogos da NASCAR foram adquiridos pela EA Games. Antes disso a EA Sports já produzia jogos para Playstation, Sega Saturn e Nintendo 64. passando em 2002 a se chamar de NASCAR Thunder sendo lançado simultaneamente para XBox, GameCube, Playstation 2 e PC.
A EA decidiu então separar o jogo em duas versões, uma para consoles visando a diversão e competição e outra para PC visando conhecimentos técnicos. O nome par consoles foi NASCAR Chase for the Cup,até 2006 quando passou a ser chamado de NASCAR apenas e para PC tornou-se NASCAR SimRacing tendo apenas uma versão. Em 2009 a EA acabou abandonando a franquia com NASCAR 09 e NASCAR Kart Racing.
Em 2011, os direitos de produção e distribuição dos jogos da NASCAR foram adquiridos pela Eutechnyx e Activision. Foram lançados NASCAR The Game: 2011 para (Xbox360, PS3, Wii), NASCAR Unleashed para (Xbox360, PS3, Wii, 3DS ), NASCAR The Game: Inside Line para (Xbox360, PS3, Wii), NASCAR The Game: 2013 que é uma versão otimizada do jogo Nascar The Game: Inside Line que está disponível apenas para PC e inclui os chamados "Gen-6 cars" que são os novos carros da temporada de 2013 da Sprint Cup Series bem como a atualização da lista de pilotos da temporada e NASCAR: Red Line para (IPhone, IPad, Android).
Em 2014, sai a Activision e entra a Deep Silver que lança o mais recente NASCAR '14 (Xbox360, PS3, PC), com novas ligas on-line, melhoras na IA (Inteligência Artificial) do modo single player, atualização da lista de pilotos e das regras da Sprint Cup Chase.
Existem várias ligas espalhadas pelo Brasil e pelo mundo onde realizam campeonatos virtuais. Alguns campeonatos inclusive seguem fielmente todas as etapas por onde a NASCAR percorre, aumentando ainda mais a realidade da simulação da corrida. Atualmente a versão de jogo mais utilizado para realizar os campeonatos é NASCAR Racing 2003 da Papyrus e seus mods.
Exemplos de ligas que realizam campeonatos de simulação de corrida pelo mundo são a ESCORS e ERCO (Europa), ROC Series Liga Brasileira de Nascar (Brasil)   Equipe Brasil Velocidade é aqui LIGA BRASIL CHALLENGE (Brasil)